# Röddensen
Röddensen è una frazione (Ortschaft) della città di Lehrte, nel land della Bassa Sassonia, in Germania.

## Storia
Già comune autonomo nel circondario di Burgdorf, fu soppresso e incorporato a Lehrte il 1º marzo 1974.